# Anica Vranković
Anica Vranković (rođ. Markušić) (Varaždin, 14. veljače 1939. – Sveti Ivan Zelina, 1. ožujka 1982.), hrvatska je slikarica, primijenjena umjetnica i zaslužna likovna pedagogica.
Anica Vranković rođena je u Varaždinu, gradu čiji su slikoviti barokni ambijenti već zarana pobudili urođenu joj sklonost slikarskom likovnome izričaju.
Nakon gimnazijske mature u rodnome gradu 1959. se upisala na tek otvoreni Pedagoški odjel zagrebačke Akademije likovnih umjetnosti, gdje su joj predavali profesori Ivo Šebalj (mentor), Ivo Režek, Branko Ružić, Vjekoslav Rukljač, Raul Goldoni, Zorislav Horvat, Matko Peić i drugi, te na kojem je diplomirala 1963. kod prof. Šebalja kao jedan od najboljih studenata u klasi.

## Slikarski opus
Skupno izlagati je počela već na drugoj godini studija, sudjelujući na XIV izložbi slikara i kipara Hrvatskoga zagorja i Međimurja, te će svojim redovitim sudjelovanjem na toj najvažnijoj godišnjoj smotri likovnosti rodnoga kraja tijekom iduća puna dva desetljeća (1960. – 1980.) iskazivati svoju trajnu emocionalnu povezanost s okružjem i tlom iz kojega je ponikla. Sredinim i koncem šezdesetih sudjeluje na izložbama Udruženja likovnih umjetnika Hrvatske (1965., 1968., 1969., 1970.) te na Salonu mladih (1968.).
Istodobno je u Svetom Ivanu Zelini, u kojoj je s obitelji živjela i djelovala, priredila tri samostalne izložbe (1968., 1969., 1970.) na kojima se predstavila svojim uglavnom kolorističkim istraživanjima klasičnih slikarskih tema – prigorskih pejsaža i rustičnih mrtvih priroda, zelinskih veduta, te s nekoliko aktova, portreta i autoportreta. 
No, njezina možda najzanimljivija slikarska ostvarenja nastala su 1979. kada u novoj varaždinskoj poslovnici Ljubljanske banke izvodi ciklus monumentalnih ulja posvećenih nadolazećoj osamstotoj obljetnici grada Varaždina. Odabravši za svoje likovno polazište tlocrtne konture renesansnog varaždinskoga burga, te planove baroknog i suvremenoga grada, ekspresivnim koloritim i svojim uistinu virtuoznim linearizmom, Anica Vranković je stvorila posve neobičnu, izvornu i harmoničnu simbiozu inače uglavnom sučeljenih svjetova slikarstva geometrijske apstrakcije i apstraktnoga ekspresionizma. 
Na krilima istog kreativnog zamaha (iako vođena ponešto drukčijim likovnim zamislima), početkom 1980. je s 36 svojih crteža ilustrirala i opremila zbirku pjesama Gdje je zemlja i gdje je nebo varaždinske pjesnikinje Katarine Pšak. Osvrčući se na te ilustracije, poznati je hrvatski književnik, povjesničar umjetnosti i akvarelist Matko Peić u svojoj recenziji među ostalim naglasio: "U povijesti našeg modernog likovnog ilustriranja, ova bi knjiga mogla poslužiti kao primjer dobre suradnje pjesnika i slikara."
U razdoblju prije svoje prerane smrti koncem zime 1982., Anica Vranković je načinila nekoliko većih ciklusa akvarela i crteža u tehnici tuš – pera i tuš – pera s laviranjem, koji su sve do objave nekoliko od tih radova u zbirci pjesama Zeleni bregi Zeline 2002. našoj javnost bili gotovo posve nepoznati. Naime tek je par od preko stotinu tih vrsnih crteža i slika bilo izloženo na maloj komemorativnoj izložbi priređenoj 24. ožujka 1982. povodom autoričine smrti u prostorijama Pedagoško – obrazovnoga centra u Zagrebu. 
Osim tom prigodom postumno su joj djela bila izlagana i na dvije važnije retrospektivne izložbe: Djela slikarica iz fundusa Gradskog muzeja u Varaždinu (Varaždin, 1984.), te Umjetnost u okružju grada Sv. Ivana Zeline (Sv. Ivan Zelina, 1998.).

## Pedagoško djelovanje
Ono po čemu je Anica Vranković našoj javnosti do danas bila mnogo bolje poznata njeno je likovno – pedagoško djelovanje. Odmah po završetku Akademije zaposlila se na mjestu profesora likovnoga odgoja na Osnovnoj školi Dragutin Domjanić u Zelini, i ona će u taj poziv tijekom iduća dva desetljeća ulagati glavninu svoje životne energije i kreativnoga žara. Stoga se već nakon nekoliko godina pokazalo da je Škola njezinim dolaskom dobila vrsnog likovnoga pedagoga, koji je svoj misaoni i radni entuzijazam znao prenijeti kako na učenike, tako i na kolege nastavnike. Na svojim se satovima trudila da učenici što slobodnije i nezavisnije od bilo kakvog utjecaja donose svježinu svog doživljaja i iskrenost vlastitig likovnog gledanja, kako je to jednom prigodom sama zapisala. Takvim je pristupom tijekom godina s mnogim učenicima izgradila neposredan odnos, pomažući im da razviju svoje kreativne i ljudske potencijale. Plod toga bili su brojni kvalitetni učenički radovi izlagani na regionalnim, republičkim, tadašnjim saveznim, te svjetskim izložbama na kojima su redovito bili zapaženi, a često i nagrađeni. S mnogo uspjeha vodila je Likovnu grupu slobodnih aktivnosti, te je likovno uređivala školski list Mladost koji je izlazio u razdoblju 1968. – 1980.
Na stručnim savjetovanjima likovnih pedagoga održala je niz predavanja i referata, a nekoliko je svojih ogleda i polemika vezanih uz probleme praktične nastave likovnoga odgoja objavila u Školskim novinama i drugim stručnim publikacijama. Na poziv uredništva TV u školi napisala je scenarij prema kojem je na njezinom satu snimljen obrazovni film za nastavnike likovnoga odgoja "Boje nam govore" (1970.). No, o visini njezinih stručnih postignuća možda ipak najrječitije govori činjenica da je bila najmlađim članom stručne skupine koja je 1971. izradila novi nastavni plan i program nastave likovnoga odgoja u hrvatskim osnovnim školama. 
Za svoja je radna postignuća 1972. proglašena Zaslužnim pedagogom Hrvatske, a 1978. i tadašnje Jugoslavije.
Treba tekođer spomenuti da je surađivala u radu europskih seminara INSEA (Međunarodno udruženje za odgoj putem umjetnosti pri UNESCO-u) u Milanu 1970. i Helsinkiju 1971., svjetskog simpozija INSEA u Zagrebu 1969., i svjetskih kongresa INSEA u Pragu 1968. i Zagrebu 1972.
Bila je član Saveza likovnih pedagoga Hrvatske, Udruženja likovnih umjetnika Hrvatske, stručni suradnik tvornice Karbon za izradu opreme i boja za nastavu likovnoga odgoja, kao i uredništva TV u školi, te član stručnoga kolegija za nastavu likovnog odgoja pri Zavodu za unapređenje osnovnoškolskog obrazovanja Hrvatske i član Centra za vizualnu kulturu mladih Saveza likovnih pedagoga Hrvatske.

## Galerija
- Zima, 1968.
- Mrtva priroda, 1967.
- Slika iz ciklusa Varaždinski trgovi, 1981.
- Proljeće, dio kvadriptiha "Četiri godišnja doba", 1978.
- Gdje je zemlja i gdje je nebo, naslovnica zbirke pjesama Katarine Pšak, 1980.

## Vanjske poveznice
- [neaktivna poveznica]
- Otvorenje izložbe Anice Vranković u Svetom Ivanu Zelini 2002. godine
- Anica Vranković - O osamdesetogodišnjici rođenja, Prigorje, Uskrs 2019.
- [neaktivna poveznica]